# De Necromancer: De geheimen van de onsterfelijke Nicolas Flamel
De Necromancer: De geheimen van de onsterfelijke Nicolas Flamel is het vierde boek in de zesdelige fantasy/avonturenserie De geheimen van de onsterfelijke Nicolas Flamel van de Ierse schrijver Michael Scott. Het Engelse origineel van dit deel is gepubliceerd in mei 2010. De serie kwam twee weken na de release van dit deel op de derde plaats in de New York Times-bestsellerslijst voor jeugdboeken. De Nederlandse vertaling is van de hand van Henny van Gulik en verscheen in oktober 2010.

## Het verhaal
Nadat ze achtereenvolgens gevlucht zijn naar diverse plaatsen Josh en Sophie eindelijk terug naar huis. Na alles wat ze gezien en geleerd hebben de afgelopen week zijn ze allebei verwarder dan ooit over hun toekomst. Geen van beiden beheerst de soorten toverkunsten om de Alouden te verslaan. En nu Scáthach ontvoerd is, zijn ze bijna zo goed als onbeschermd tegenover Dr. John Dee. Het meest verontrustende is echter de vraag of Nicolas Flamel gestorven is.

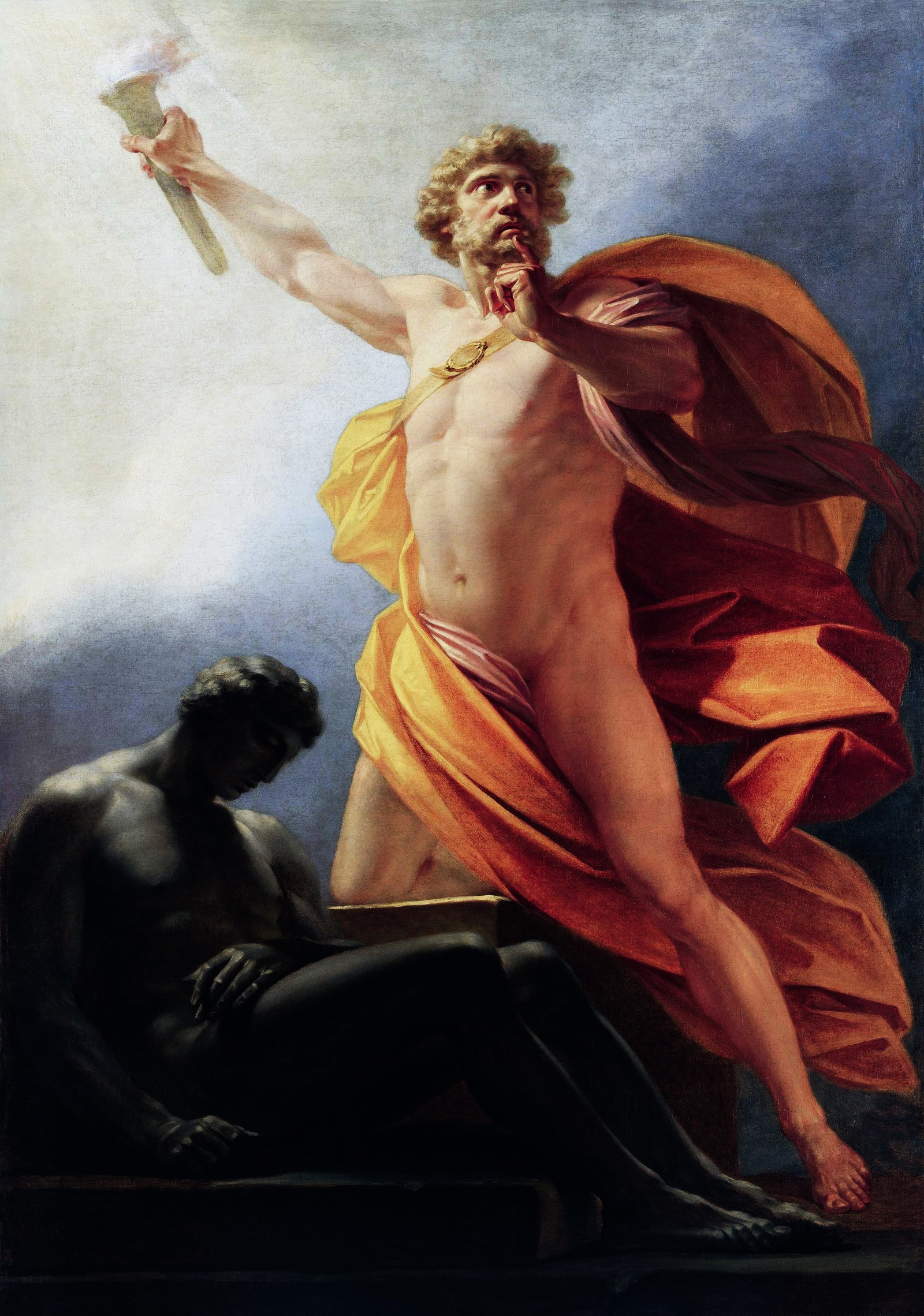
Prometheus

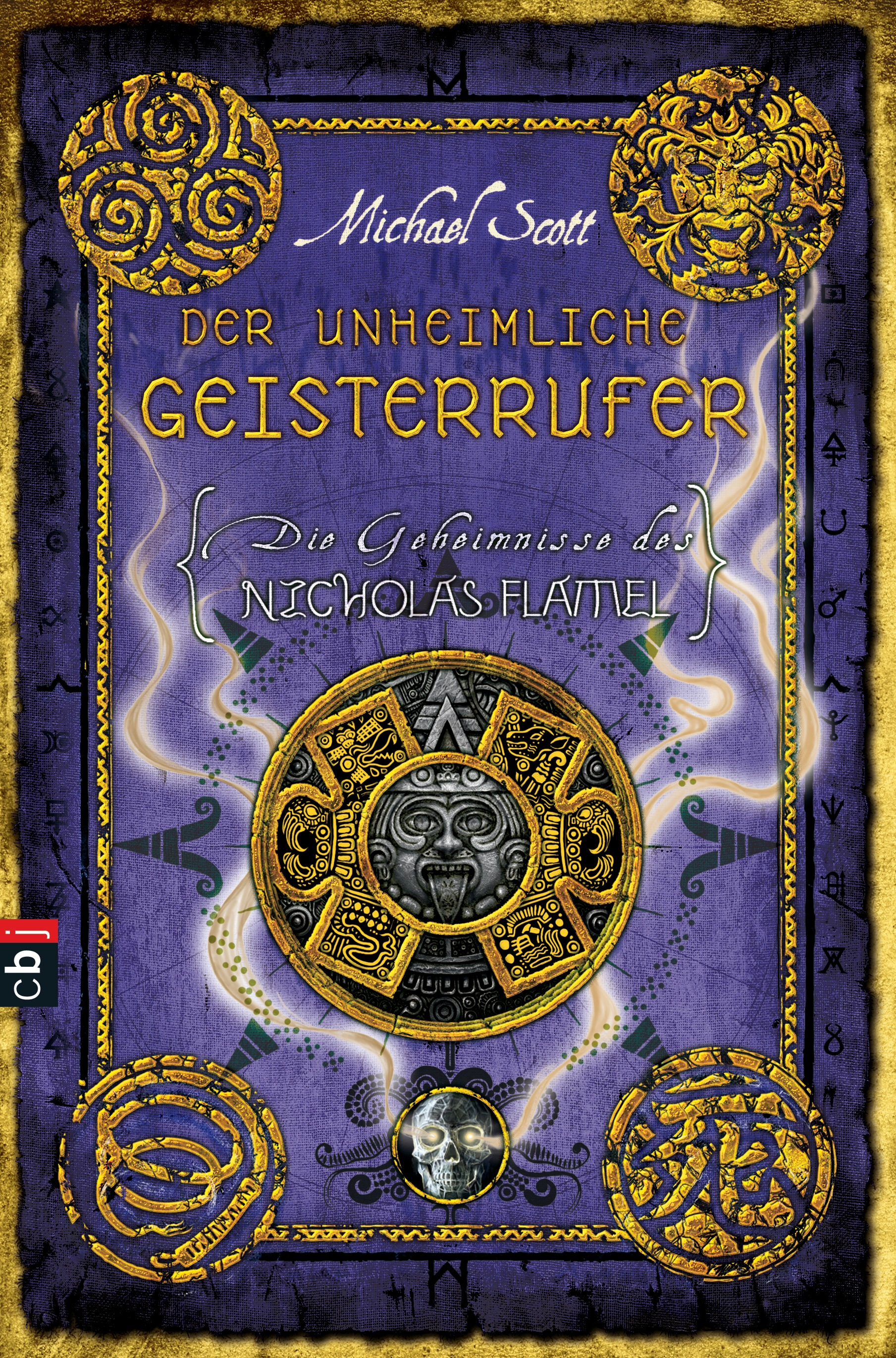
Boekomslag van de Duitse editie

## Nieuwe personages
- Aoife – Scáthachs tweelingzus.
- Niten – Een onsterfelijke Japanse zwaardvechter met een donkerblauw aura die ruikt naar groene thee.
- Coatlicue – Moedergodin.
- Quetzalcoatl – De gevederde slang. De meester van Billy the Kid.
- Prometheus – Meester van het vuur. Hij heeft een rode aura die ruikt naar anijs.
- Heer Tammuz – De groene man en de meester van Palamedes.
- Virginia Dare – Onsterfelijke mens die een magische fluit bezit. Haar aura ruikt naar salie.
- Black Hawk – Onsterfelijke mens die Billy the Kid helpt.
- Marethyu – De man met de haak. Marethyu betekent "dood" in de oude taal van Danu Talis.